# Théo Sainte-Luce
Théo Sainte-Luce (Chauny, 22 ottobre 1998) è un calciatore francese, difensore del Montpellier.

## Caratteristiche tecniche
È un terzino sinistro.

## Carriera
Cresciuto nel settore giovanile del Nîmes, ha esordito in prima squadra il 9 aprile 2019 disputando gli ultimi minuti dell'incontro di Ligue 1 vinto 3-1 contro il Rennes. Il 29 ottobre seguente ha trovato la sua prima rete fra i professionisti nel match di Coupe de la Ligue vinto 3-0 contro il Lens.

## Statistiche

### Presenze e reti nei club
Statistiche aggiornate al 9 febbraio 2025.
| Stagione             | Squadra              | Campionato           | Campionato | Campionato | Coppe nazionali | Coppe nazionali | Coppe nazionali | Coppe continentali | Coppe continentali | Coppe continentali | Altre coppe | Altre coppe | Altre coppe | Totale | Totale | Totale |
| Stagione             | Squadra              | Comp                 | Pres       | Reti       | Comp            | Pres            | Reti            | Comp               | Pres               | Reti               | Comp        | Pres        | Reti        | Pres   | Reti   |        |
| -------------------- | -------------------- | -------------------- | ---------- | ---------- | --------------- | --------------- | --------------- | ------------------ | ------------------ | ------------------ | ----------- | ----------- | ----------- | ------ | ------ | ------ |
| 2015-2016            | Nîmes 2              | CFA2                 | 1          | 0          | -               | -               | -               | -                  | -                  | -                  | -           | -           | -           | 1      | 0      |        |
| 2016-2017            | Nîmes 2              | CFA2                 | 14         | 0          | -               | -               | -               | -                  | -                  | -                  | -           | -           | -           | 14     | 0      |        |
| 2017-2018            | Nîmes 2              | N3                   | 21         | 1          | -               | -               | -               | -                  | -                  | -                  | -           | -           | -           | 21     | 1      |        |
| 2018-2019            | Nîmes 2              | N2                   | 29         | 0          | -               | -               | -               | -                  | -                  | -                  | -           | -           | -           | 29     | 0      |        |
| 2019-2020            | Nîmes 2              | N2                   | 6          | 0          | -               | -               | -               | -                  | -                  | -                  | -           | -           | -           | 6      | 0      |        |
| Totale Nîmes 2       | Totale Nîmes 2       | Totale Nîmes 2       | 71         | 1          |                 | -               | -               |                    | -                  | -                  |             | -           | -           | 71     | 1      |        |
| 2018-2019            | Nîmes                | L1                   | 1          | 0          | CF+CdL          | 0+0             | 0+0             | -                  | -                  | -                  | -           | -           | -           | 1      | 0      |        |
| 2019-gen. 2020       | Nîmes                | L1                   | 3          | 0          | CF+CdL          | 0+2             | 0+1             | -                  | -                  | -                  | -           | -           | -           | 5      | 1      |        |
| gen.-giu. 2020       | Gazélec Ajaccio      | N1                   | 8          | 0          | CF              | -               | -               | -                  | -                  | -                  | -           | -           | -           | 8      | 0      |        |
| 2020-2021            | Red Star             | N1                   | 19         | 0          | CF              | 0               | 0               | -                  | -                  | -                  | -           | -           | -           | 19     | 0      |        |
| 2021-2022            | Nîmes                | L2                   | 26         | 1          | CF              | 2               | 0               | -                  | -                  | -                  | -           | -           | -           | 28     | 1      |        |
| Totale Nîmes         | Totale Nîmes         | Totale Nîmes         | 30         | 1          |                 | 4               | 1               |                    | -                  | -                  |             | -           | -           | 34     | 2      |        |
| 2022-2023            | Montpellier 2        | N3                   | 1          | 0          | -               | -               | -               | -                  | -                  | -                  | -           | -           | -           | 1      | 0      |        |
| 2023-2024            | Montpellier 2        | N3                   | 4          | 0          | -               | -               | -               | -                  | -                  | -                  | -           | -           | -           | 4      | 0      |        |
| 2024-2025            | Montpellier 2        | N3                   | 1          | 0          | -               | -               | -               | -                  | -                  | -                  | -           | -           | -           | 1      | 0      |        |
| Totale Montpellier 2 | Totale Montpellier 2 | Totale Montpellier 2 | 6          | 0          |                 | -               | -               |                    | -                  | -                  |             | -           | -           | 6      | 0      |        |
| 2022-2023            | Montpellier          | L1                   | 9          | 1          | CF              | 0               | 0               | -                  | -                  | -                  | -           | -           | -           | 9      | 1      |        |
| 2023-2024            | Montpellier          | L1                   | 6          | 0          | CF              | 2               | 0               | -                  | -                  | -                  | -           | -           | -           | 8      | 0      |        |
| 2024-2025            | Montpellier          | L1                   | 7          | 1          | CF              | 1               | 0               | -                  | -                  | -                  | -           | -           | -           | 8      | 1      |        |
| Totale Montpellier   | Totale Montpellier   | Totale Montpellier   | 22         | 2          |                 | 3               | 0               |                    | -                  | -                  |             | -           | -           | 25     | 2      |        |
| Totale carriera      | Totale carriera      | Totale carriera      | 156        | 4          |                 | 7               | 1               |                    | -                  | -                  |             | -           | -           | 163    | 5      |        |